# Charles Riotteau
Charles Louis Joseph Albert Riotteau (ur. 20 maja 1875 w Granville, zm. 9 kwietnia 1954 w Monako) – francuski strzelec, olimpijczyk.
Brał udział w Letnich Igrzyskach Olimpijskich 1924. Wystartował wyłącznie w pistolecie szybkostrzelnym z 25 m, w którym uplasował się na 21. pozycji. 

## Wyniki

### Igrzyska olimpijskie
| Igrzyska   | Konkurencja                   | Wynik   | Miejsce | Źródło |
| ---------- | ----------------------------- | ------- | ------- | ------ |
| Paryż 1924 | Pistolet szybkostrzelny, 25 m | 16 pkt. | 21      | [ 1 ]  |